# Saint-Rome
Saint-Rome település Franciaországban, Haute-Garonne megyében. Lakosainak száma 58 fő (2022. január 1.). Saint-Rome Villenouvelle, Gardouch, Montesquieu-Lauragais, Montgaillard-Lauragais, Vieillevigne és Villefranche-de-Lauragais községekkel határos.

## Népesség
A település népessége az elmúlt években az alábbi módon változott:
| Lakosok száma | 108  | 93   | 74   | 61   | 55   | 50   | 51   | 59   | 59   | 58   |
|               | 1968 | 1982 | 1990 | 2006 | 2013 | 2015 | 2017 | 2019 | 2020 | 2022 |